# Стовпове (Євпаторійський район)
Стовпове́ (до 1945 року — Курувли, крим. Quruvlı) — село Євпаторійського району Автономної Республіки Крим.